# Plateau (géographie)
Pour les articles homonymes, voir Plateau.

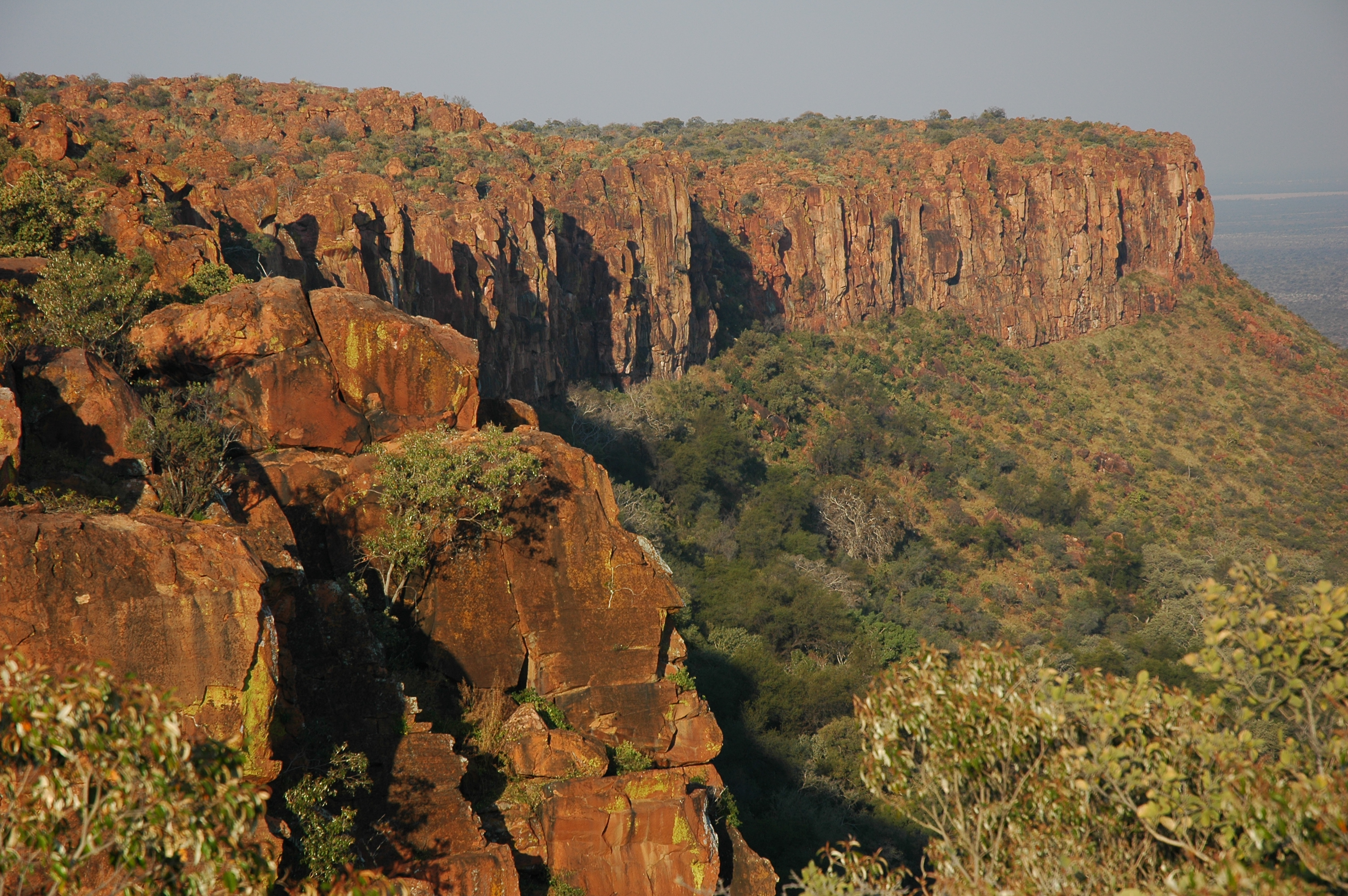
Plateau, Namibie, Parc du Waterberg

Le plateau est une des trois formes principales du relief en topographie, avec les plaines et les montagnes. Il se définit comme une aire géographique où les cours d'eau sont encaissés, par opposition aux plaines où les cours d'eau coulent à fleur de sol. Le relief dans les interfluves y est peu marqué, ce qui différencie un plateau d'une montagne. 
La dénivellation entre le cours d'eau et le rebord du plateau peut être si profonde que le complexe des vallées et vallons est alors appelé gorges ou canyon.
Les limites du plateau sont des zones de changement de relief ou d'altitude, qui peuvent être marquées par des escarpements abrupts ou des pentes : ces espaces sont appelés talus, en topographie. Néanmoins, l'altitude n'est pas en soi un critère de définition d'un plateau : il existe des plateaux en basse altitude (par exemple, le plateau du Condroz en Belgique) comme il existe des plaines en haute altitude (par exemple, l'Altiplano dans la cordillère des Andes).

## Caractéristiques

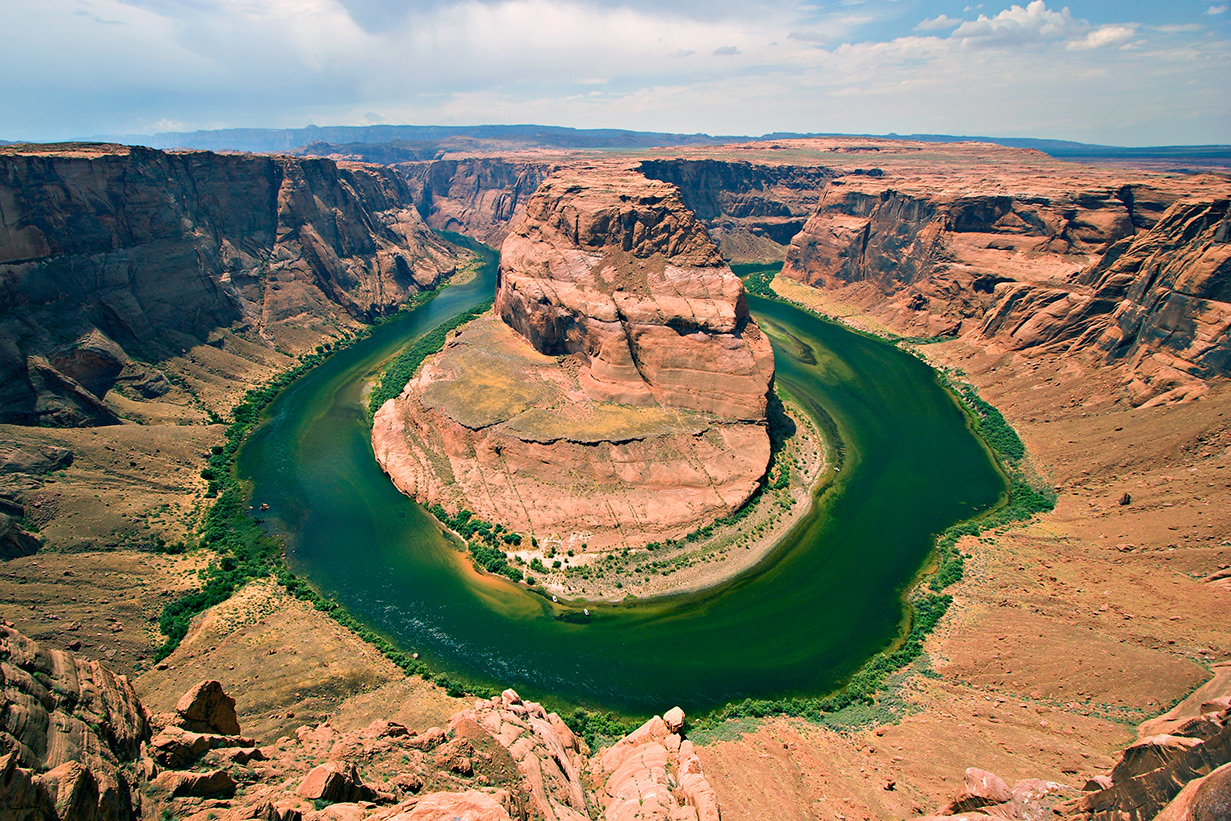
Plateau érodé à Horseshoe Bend, Arizona, États-Unis

Les principales caractéristiques à retenir pour décrire un plateau sont :
- son altitude relative,
- son inclinaison,
- son réseau hydrographique,
- ses vallées,
- ses versants.

## Différents types de plateau
Le plateau étant défini par de nombreuses caractéristiques, trois principaux modèles de plateaux ont ainsi été déterminés :
- tabulaire : on y observe une surface plane avec peu de vallées.
- ondulé : le plateau est découpé par des vallons qui se rejoignent pour former un cours d'eau principal.
- érodé : on atteint un stade très avancé dans l'érosion, de nombreuses vallées rapprochées creusent le plateau.

## Équivalents linguistiques
Selon les régions du monde, la composition du  sous-sol ou d'autres critères locaux, les plateaux portent des noms particuliers : 
- causse, en France, signifie terrain calcaire en occitan languedocien, et par extension, le français l'utilise au sens de plateau calcaire situé dans le sud Massif central ;
- mesa dans les pays de langue espagnole et portugaise ;
- park, dans le centre du Colorado, aux États-Unis, où l'on rencontre par exemple Horseshoe Park et Moraine Park.

## Liste de plateaux

### France
- Le plateau d'Albion, France
- Le plateau de Valensole, France
- Le plateau du Larzac, France
- Le plateau de l'Aubrac, France
- Le plateau matheysin, France
- Le plateau de Langres, France
- Le massif du Vercors, France
- Le plateau des Millevaches, France

### Allemagne
- Le plateau de la Baar, Allemagne

### Belgique
- Le plateau d'Albion, France
- Le plateau de Valensole, France
- Le plateau du Larzac, France
- Le plateau de l'Aubrac, France
- Le plateau matheysin, France
- Le plateau de Langres, France
- Le massif du Vercors, France

### Roumanie
- Le plateau transylvain, Roumanie
- Le plateau moldave, Ukraine, Roumanie et Moldavie

### Moyen-Orient
- Le plateau du Golan, Syrie (occupée et annexée par Israël depuis 1967)

### Maghreb

#### Algérie
- Le plateau de Constantine
- Tademaït

#### Maroc
- Le plateau de Volubilis (Maroc)

#### Tunisie
- La Table de Jugartha (Tunisie)
- Kalaat Senan (Tunisie)

### Inde
- Le plateau du Dekkan, Inde
- Le plateau du Chota Nâgpur, Inde

### Asie centrale
- Le plateau tibétain, Asie centrale

### Extrême-Orient
- Le plateau mongol, Extrême orient

### Amérique
- Le plateau du Colorado, États-Unis (plateau très disséqué)
- Tepuy, Amérique du Sud
- Le mont Roraima, Venezuela